# توماس كليفورد
توماس كليفورد (بالإنجليزية: Thomas Clifford)‏ هو لاعب كرة قدم بريطاني (وحمل سابقاً جنسية المملكة المتحدة لبريطانيا العظمى وأيرلندا) في مركز الدفاع، ولد في 1875 في المملكة المتحدة. لعب مع نادي ماذرويل.